# Chisocheton maxilla-pisticis
Chisocheton maxilla-pisticis är en tvåhjärtbladig växtart som beskrevs av David John Mabberley. Chisocheton maxilla-pisticis ingår i släktet Chisocheton och familjen Meliaceae. Inga underarter finns listade i Catalogue of Life.